# Mikkel Jensen
Mikkel Jensen, född 6 januari 1977 i Köpenhamn, är en före detta dansk fotbollsspelare som i Sverige främst är känd för sin tid i Hammarby IF, där han var lagkapten och spelade som defensiv innermittfältare. Han har inlett en tränarkarriär. 
Mikkel värvades till Hammarby från danska Brøndby IF inför säsongen 2003. I juli 2009 lämnade Jensen Hammarby för Brommapojkarna där han skrev kontrakt till och med säsongen 2011. Efter kontraktets slut beslutade sig Jensen för att avsluta spelarkarriären. Året efter var han assisterande tränare i Karlbergs BK och huvudansvarig tränare säsongen 2013.